# Wolverhampton
Wolverhampton város az Egyesült Királyságban, Anglia területén. Birminghamtől kb. 22 km-re ÉNy-ra fekszik. Lakossága 251 ezer fő volt 2012-ben.
Egy 10. századi kolostor köré épült, a 19. században szénbányászati központtá és iparvárossá fejlődött.
Híresek az itt készült zárak és páncélszekrények. 

## Sport
A város nevezetes labdarúgócsapata a Wolverhampton Wanderers FC, hazai pályájuk a Molineux Stadion.